# Маруяма, Тадахиса
Тадахиса Маруяма (яп. 丸山忠久 Маруяма Тадахиса, родился 5 сентября 1970) — японский профессиональный игрок в сёги, 9 дан. Входит в «поколение Хабу». Его учитель — Юдзи Сасэ (яп. 佐瀬勇次 Сасэ Ю:дзи), почётный 9 дан.

### Разряды по сёги
- 1985: 6 кю
- 1986: 1 дан
- 1990: 4 дан
- 2000: 9 дан (за завоевание титула мэйдзин)

## Победы

### Титульные матчи
| Турнир  | Сезоны завоеваний титула | Число титулов |
| ------- | ------------------------ | ------------- |
| Мэйдзин | 2000—2001                | 2             |
| Кио     | 2002                     | 1             |

- Всего титулов: 3
- Участий в финальных матчах: 9
- Нетитульных побед: 12[1]